# 吳傑 (成化進士)
吳傑（1440年—？），字廷臣，直隸揚州府江都縣人，民籍。明朝政治人物。進士出身。

## 生平
應天府鄉試第六十七名。成化五年（1469年）乙丑科會試第二百一十六名，殿試登進士第三甲第一百四十六名，授南京兵科給事中。谪沔阳州判官，升上林苑监丞。弘治七年（1494年）陞直隸永平府知府。弘治间官四川参政。

## 家族
曾祖父吳福乙。祖父吳仲賓。父亲吳潤。